# Arthur Hastings
Kapten Arthur J. M. Hastings är en fiktiv karaktär skapad av Agatha Christie som följeslagare-krönikör och bästa vän till den belgiska detektiven Hercule Poirot. Han introduceras för första gången i Christies roman En dos stryknin från 1920 (ursprungligen skriven 1916) och förekommer i ytterligare sju Poirot-romaner, inklusive den sista Ridå – Hercule Poirots sista fall (1975), samt därutöver en pjäs och en mängd noveller. Han är också berättare i flera av dem.

## Litterär funktion
Hastings är idag starkt förknippad med Poirot, mer på grund av TV-versionerna än på grund av romanerna. Många av de tidiga TV-avsnitten av Agatha Christies Poirot var bearbetningar av novellerna, i de flesta av vilka han medverkade i tryck. Några var berättelser som han hade anpassats till (till exempel Murder in the Mews). I Christies originalskrifter finns Hastings dock inte med i varje novell eller roman. Han är inte en karaktär i vare sig Döden på Nilen eller Mordet på Orientexpressen, de två mest kända Poirot-romanerna. Av de tjugotvå Poirot-romaner som publicerades mellan 1920 och 1937 förekommer han i sju. Dessutom, när Christie utökade The Submarine Plans (1923) till The Incredible Theft (1937), tog hon bort Hastings.
Hastings tycks ha introducerats av Christie i enlighet med Sherlock Holmes kompanjon doktor Watson, som han har en tydlig likhet med. Båda berättar i första person, båda är långsamma med att se betydelsen av ledtrådar och båda står som en form av surrogat för läsaren. Det finns till och med likheter i rollerna: Hastings är Poirots enda nära vän och de två delar lägenhet en kort tid när Poirot startar sin detektivbyrå. I likhet med Watson har Hastings också en förkärlek för spekulation och hasardspel, samt en militär bakgrund i det koloniala Mellanöstern. Närvaron av kommissarie Japp, en nära "litterär ättling" till Holmes kommissarie Lestrade, gav Christie mer kött på benen åt Holmes-paradigmet.
I romanerna förändras Hastings litterära funktion med Poirots metod. I den tidigare fasen av sin karriär uppskattas Hastings för sin färdomsfria inställning till fall, vilket oundvikligen ger upphov till fantasifulla hypoteser som Poirot försiktigt hånar. Poirot själv karakteriserade Hastings så här i "Mysteriet med den spanska kistan" (1932): "Vad min käre vän Hastings skulle ha tyckt om detta! Vilken romantisk fantasi han skulle ha haft. Vilken dumheter han skulle ha yttrat! Ah ce chèr Hastings, just nu idag saknar jag honom..." Senare i karriären är Christies skrivsätt mindre fantasifull och möjligheten till vilda spekulationer mycket mindre. När behovet av en sidekick uppstår i de senare romanerna och berättelserna är det antingen som:
- En misstänkt.
- Miss Lemon, som i direkt motsats till Hastings är helt fantasilös;
- Satterthwaite: en stor iakttagare av den mänskliga naturen som undviker att döma;
- Ariadne Oliver: en deckarförfattare som öppnade möjligheten för Christie att göra självsatir.

Även om Hastings fortfarande är den mest populära av Poirots sidekicks, tyder hans framträdande i endast åtta av de trettiotre Poirot-romanerna på att karaktärens tjänst för Christies litterära syfte var något begränsad.

## Karriär
I likhet med sin vän Poirot avslöjas inte detaljer om Hastings liv före 1916, även om läsaren kan fastställa Hastings ungefärliga födelseår till 1886 från det första kapitlet av En dos stryknin eftersom han nämner att John Cavendish var "drygt femton år äldre" även om han knappast såg ut att vara "sina fyrtiofem år". Detta gör Hastings trettio år gammal i början av romanen. Det nämns också senare att han var anställd vid Lloyd's före kriget. Varken hans förnamn eller hans rang nämns i denna roman. På ett annat ställe uppger han att han gick på Eton College.
Hastings träffade Poirot i Belgien flera år innan deras möte den 16 juli 1916 på Styles Court Essex, vilket är deras första möte i litteraturen. De två förblev vänner ända fram till Poirots död. Även om det finns få bevis för deras eventuella efterföljande möten, träffade Hastings Poirot ett år före dennes död.
Även om Hastings själv inte är någon stor detektiv tjänar han Poirot på många sätt. Han är en före detta brittisk arméofficer i första världskriget och är modig. Han har mod och används ofta av Poirot för fysiska uppgifter som att fånga och besegra en brottsling. Poirot gillar att reta Hastings för att han är dum ibland, men det är tydligt att han trivs i kaptenens sällskap. I En dos stryknin och ABC-morden spelar Hastings en framträdande roll i upplösningen av mysteriet med en tillfällig observation som leder Poirot till den skyldige: I fallet med den förstnämnda, genom att nämna att Poirot var tvungen att räta upp några ornament på Styles, får han Poirot att inse att någon hade flyttat dem, vilket får Poirot att upptäcka ett avgörande bevis. I det senare fallet menar han att misstaget i mottagarens adress till ett brev från mördaren var avsiktligt, vilket fick Poirot att inse att mördaren hade fäst större vikt vid just det mordet.
Hastings representerar den traditionella engelska gentlemannen – inte alltför begåvad men absolut samvetsgrann, en återgång till den viktorianska gentlemannen som alltid bryr sig om "fair play". Hastings konstaterar själv att han är något gammaldags. Medan Poirot, som inte är främmande för att ljuga, i smyg läser andras brev eller tjuvlyssnar, är Hastings förfärad över sådana handlingar och vägrar vanligtvis att utföra dem för att hjälpa Poirot i ett av hans fall. Även om han saknar Poirots intellekt berömmer Poirot ofta Hastings förmåga att komma ihåg fakta och detaljer om deras fall, även om han beklagar det sätt på vilket Hastings berättar historien ibland. Hastings fysiska utseende beskrivs sällan i romanerna eftersom han ofta är berättaren. Det nämns dock att han, liksom Poirot, har en mustasch som blir en måltavla för detektivens kritik i Badortsmysteriet: "Och din mustasch. Om du måste ha en mustasch, så låt det vara en riktig mustasch, en sådan vacker sak som min.» Även om han har tjänstgjort i armén är Hastings inte en våldsam man av naturen och Poirot noterar under sitt sista brev till Hastings i Ridå att han vet att Hastings inte är en mördare.

## Relation till kvinnor
Hastings är svag för kvinnor med kastanjebrunt hår. I En dos stryknin blev Hastings förtjust i den kastanjebrunhåriga Cynthia Murdoch och friade till henne. Detta skulle bli ett stående skämt i serien och som Poirot ofta retade Hastings för. Närhelst Hastings antyder att en ung, vacker, kvinnlig mordmisstänkt är oskyldig, frågar Poirot slugt "Har hon kastanjebrunt hår?" Denna uttalade svaghet för vackra kvinnor med kastanjebrunt hår får Hastings och Poirot att hamna i trubbel mer än en gång: i De fyra stora, när han utger sig för att vara sekreterare åt miljonären Abe Ryland, litar Hastings på falsk information från en kvinna med kastanjebrunt hår, medan Hastings i novellen Miniatyrmålningarna tror på den kastanjebruna Mary Durant.
Trots sin förkärlek för kastanjebrunt hår och sina viktorianska idéer om att inte gifta sig utanför sin klass, blir han så småningom förälskad i den mörkhåriga music-hall-skådespelerskan, sångerskan och akrobaten Dulcie Duveen, den självutnämnda "Askungen". De möts i berättelsen Vem var den skyldige?, den andra fullängdsromanen med Poirot. Poirot spelar en ganska viktig roll i att förena paret. Hastings skaffar sig sedan en ranch i Argentina och slår sig till ro med ett liv som ranchägare.

## Senare framträdande
Hastings framträdanden i Poirots senare romaner är begränsade till ett fåtal fall där han deltar i sina sporadiska återkomster till England från Argentina. Poirot kommenterar i ABC-morden att han tycker om Hastings besök eftersom han alltid har sina mest intressanta fall när Hastings är med honom. Under loppet av De fyra stora hotas Dulcie till livet av medlemmar i en internationell konspiration. Hastings tvingas riskera Poirots liv i utbyte mot hennes utlovade säkerhet. I övrigt finns det väldigt få personliga detaljer om Hastings i dessa romaner fram till Ridå – Hercule Poirots sista fall, som utspelar sig efter andra världskriget: med sin fru nu död återförenas Hastings med Poirot på Styles för att hjälpa till att ta itu med ett sista fall. Romanen kulminerar med att Poirot dör av en hjärtattack och lämnar en skriven bekännelse till Hastings som förklarar hans roll i händelserna när Poirot spårade en brottsling som manipulerade andra att begå mord åt honom. Poirots vänskap med Hastings refereras vidare när mördarens försök att manipulera Hastings på ett sådant sätt gör att Poirot bestämmer sig för att döda sin motståndare, trots att han ogillar mord, eftersom han visste att hans vän normalt aldrig skulle göra något sådant.

## Sista framträdande
Ridå ger ytterligare detaljer om Hastings familj: Han och Dulcie har två söner och två döttrar. En son går med i Royal Navy, medan den andra och hans fru sköter ranchen efter Dulcies död. Hastings dotter Grace är gift med en brittisk officer stationerad i Indien. Hans andra dotter Judith dyker upp som en karaktär i Ridå. Judith är Hastings yngsta barn och hans favorit, om än det barn som han förstår sig minst på. Hon gifter sig med dr John Franklin, en medicinsk forskare, och flyttar till Afrika med honom. I efterskriften till Ridå föreslår Poirot att Hastings borde överväga ett andra äktenskap med Elizabeth Litchfield, den yngre systern till en kvinna som manipulerades till att döda sin misshandlande far av romanens antagonist. Poirot noterar att Elizabeth måste försäkras om att hon inte är befläckad av sin systers handlingar och att Hastings fortfarande inte är oattraktiv för kvinnor. Ålder diskuteras inte specifikt för Hastings efter den första boken; han sägs vara 30 år i En dos stryknin, vilket skulle göra honom minst 60 år gammal i den tidigaste miljön för Ridå. Den romanen publicerades 1975, trots att den skrevs under andra världskriget. Ingen specifik tidpunkt klargörs i Ridå, till skillnad från de flesta av Poirot-berättelserna, men när Poirot säger "maten, den är äcklig", säger Hastings "ransonering, antar jag". Livsmedelsransonering rådde i Storbritannien fram till 4 juli 1954, nio år efter andra världskrigets slut. Dessutom är det tydligt att handlingen utspelar sig när dödsstraff genom hängning fortfarande förekom i Storbritannien; Den sista kvinnan som hängdes i Storbritannien var 1955. Dessa två fakta placerar händelserna i Ridå i tiden senast 1954, och Hastings är därför, som han själv säger "Jag överdriver lite"; Med fyra vuxna barn och tjänstgöring i första världskriget måste han vara i 60-årsåldern.

## Gestaltning
Hastings har porträtterats på film och TV av flera skådespelare, Richard Cooper i Black Coffee (1931) och Tretton vid bordet (1934); Robert Morley i Den mystiska blondinen (1965); Jonathan Cecil i tre TV-filmer – 13 vid bordet (1985), Död mans fåfänga (1986) och Murder in Three Acts (1986); Dmitrij Krylov i den sovjetiska filmen Mysteriet Endhauz (1989, regisserad av Vadim Derbenyov); och Hugh Fraser som spelade Hastings tillsammans med David Suchets Poirot i 43 av de 70 avsnitten av Agatha Christies Poirot. Han är också en av huvudpersonerna i animen Agatha Christie's Great Detectives Poirot och Marple.
I BBC Radio 4:s dramatiseringar med John Moffatt i huvudrollen som Hercule Poirot spelades kapten Hastings av Jeremy Clyde i Vem var den skyldige? (1990) och av Simon Williams i Tretton vid bordet (1992), ABC-morden (2000), Badortsmysteriet (2000), En dos stryknin (2005) och Det stumma vittnet (2006).

## Hastings-romanerna
Hastings är berättare i de flesta novellerna med Poirot, men förekommer bara i åtta av romanerna, varav sju skrevs före 1940:
- En dos stryknin (1916 men publicerad 1920)
- Vem var den skyldige? (1923)
- De fyra stora (1927)
- Badortsmysteriet (1932)
- Tretton vid bordet (1933)
- ABC-morden (1936)
- Det stumma vittnet (1937)
- Ridå – Hercule Poirots sista fall (1975)

Hastings är berättare i alla noveller i Poirots små grå celler (1924). Hastings medverkar också i Christies pjäs Black Coffee (1930) och dess romanversion tillsammans med Poirot.